# Síndrome do encarceramento
A Síndrome do encarceramento ou síndrome de Locked-in (LiS) é uma doença complexa que se apresenta com quadriplegia, paralisia bulbar e perda sensorial de todo o corpo devido a lesões no tronco cerebral, mais frequentemente na pons anterior. A cognição, o movimento ocular vertical, o pestanejar e a audição estão classicamente preservados nos doentes que sofrem desta doença. O diagnóstico da síndrome de locked-in é muitas vezes difícil devido à sua semelhança com condições como o mutismo acinético e o coma. O diagnóstico pode demorar semanas e os familiares que se encontram à cabeceira da cama são normalmente os primeiros a aperceberem-se da diminuição das funções motoras do doente.
Existem 3 formas distintas de Síndrome de encarceramento:
1. A forma clássica é definida por imobilidade total, com preservação da capacidade de realizar movimentos oculares verticais, pestanejar e manter um nível normal de consciência.
2. A forma incompleta é definida como a forma clássica com pequenas funções motoras adicionais.
3. A forma de imobilidade total é definida como uma paralisia corporal completa e perda de movimentos oculares com a preservação da função cortical examinada através de EEG. Nas formas clássica e incompleta, a consciência é frequentemente avaliada através da resposta a perguntas sobre o piscar de olhos ou sobre o movimento dos olhos. O EEG pode ser utilizado em doentes com a forma completa para avaliar a atividade cerebral, os ciclos de sono-vigília e a atenção.[3]

No contexto agudo, a TC ou RMN do cérebro ajuda a caraterizar o agente causador para estabelecer um tratamento o mais precozmente possível. Os exames físicos que analisam a função motora, as sensações e os reflexos são frequentemente reavaliados para excluir outras potenciais doenças e estimar a taxa de recuperação dos doentes. Devido à natureza rara desta doença, a recuperação e o tratamento têm sido um tema de debate. No entanto, uma quantidade crescente de literatura tem demonstrado a eficácia do tratamento de apoio tradicional e da reabilitação.
Um software chamado Dasher, associado a um processo que rastreia as piscadas, permite que as vítimas dessa síndrome se comuniquem.

## Etiologia
A síndrome do encarceramento é causada por qualquer lesão que afecte a ponte ventral e o mesencéfalo; isto inclui lesões vasculares, massas, infecções, traumas e doenças desmielinizantes.

### Vasculares
A causa mais comum é uma complicação vascular sob a forma de um acidente vascular cerebral hemorrágico ou isquémico. Um estudo efectuado por Patterson e Brabois (1986) analisou um total de 139 casos de síndrome de locked-in entre 1959-1983 e dividiu os casos em causas vasculares e não vasculares. Num total de 139 casos, 105 casos tiveram insultos causados por etiologia vascular, enquanto 34 casos foram causados por eventos não vasculares. A história de hipertensão estava presente em 43 casos, todos eles no grupo vascular - a história médica adicional inclui 8 casos com doença aterosclerótica e 5 casos com fibrilhação auricular. Um inquérito realizado pela Associação de Síndrome de Locked-in de França (ALIS), que obteve informações de 44 pessoas diagnosticadas com LIS, teve resultados semelhantes, com um total de 86,4% dos participantes a indicar o AVC como o agente causador da sua condição.

### Trauma
O traumatismo crânio-encefálico é a segunda maior causa de LIS, a seguir às etiologias vasculares. A LIS pós-traumática tem sido descrita como consequência de traumatismos contundentes ou penetrantes que provocam uma rutura ou uma oclusão trombótica do fornecimento de sangue da artéria vertebrobasilar. Neste caso, o doente tinha desenvolvido uma contusão pontomedular ventral pós-traumática após o incidente, resultando num impacto de pressão no tronco cerebral.

### Massa
As massas que afectam a ponte ventral ou o mesencéfalo ventral caudal podem precipitar a síndrome de locked-in. O astrocitoma fibrilar, o sarcoma das células do retículo pontino, as metástases de um adenocarcinoma do pulmão e as metástases de um melanoma maligno foram previamente descritos na literatura como causas precipitantes.

### Infeção
A infeção é uma causa rara de LIS, com uma quantidade limitada de casos publicados na literatura. Um caso relata uma LIS resultante de um abcesso pontino predominante de Pseudomonas. Foram relatados dois casos de meningite. Um deles envolveu a disseminação adjacente de um abcesso do tronco cerebral e o outro envolveu uma meningite grave que provocou um aumento da pressão intracraniana, levando à transmissão da pressão às estruturas do tronco cerebral.

### Desmielinização
A LIS pode ser causada por desmielinização metabólica, sobretudo por mielinólise pontina central, que resulta da correção rápida da hiponatremia. Embora muito rara, a LIS foi descrita em casos graves de doenças desmielinizantes, como a esclerose múltipla (EM), a síndrome de Guillain-Barré e a esclerose lateral amiotrófica (ELA).

## Epidemiologia
A idade média de início de todos os casos da síndrome de locked-in varia geralmente entre os 30 e os 50 anos. A doença é ligeiramente predominante no sexo masculino. No estudo ALIS, entre homens e mulheres que receberam LIS de agentes vasculares e não vasculares, ambos os grupos foram igualmente afectados: 51,2% dos homens diagnosticados vs. 48,1% das mulheres diagnosticadas. A idade de início neste estudo situou-se entre os 22 e os 77 anos, com uma idade média de 46,79 anos. Outros estudos retrospectivos obtiveram resultados semelhantes com, em média, mais homens afectados e idades médias entre os 33 e os 45 anos, tanto para causas vasculares como não vasculares. Muitos doentes com LIS de etiologia vascular tinham comorbilidades como hipertensão, aterosclerose das artérias principais e diabetes.

## Fisiopatologia
A síndrome de Locked-in é precipitada por qualquer lesão que afecte a ponte ventral ou o mesencéfalo ventral caudal, enquanto a integridade do cérebro permanece intacta.
O núcleo do 3º nervo craniano situa-se ventromedialmente no mesencéfalo, perto do aqueduto cerebral. Os tractos projectam-se anteriormente a partir deste núcleo para inervar os músculos do olho. O reflexo pupilar mediado pelos nervos parassimpáticos que percorrem o 3º nervo craniano distalmente pode ser conservado de forma variável em episódios de isquemia. As lesões do mesencéfalo ventromedial afectam o núcleo deste nervo, o que pode causar uma síndrome de encarceramento completo.
Os nervos cranianos 4 e 6, que controlam o movimento descendente dos olhos através dos músculos oblíquos superiores e a abdução dos olhos através dos músculos rectos laterais, respetivamente, podem ser afectados numa lesão da ponte ventral.
Os tractos corticobulbares que atravessam o mesencéfalo e a ponte contêm neurónios motores superiores para os nervos cranianos 5, 7, 9, 10, 11 e 12. O grupo respiratório pontino, localizado no tegmento da ponte, pode ser afetado em lesões de grandes dimensões, levando a sintomas de apneia e dificuldade respiratória. O sistema reticular ativador, situado dorsalmente, é responsável pela vigília e não é afetado por estas lesões ventrais.
Os tractos corticoespinhal e espinotalâmico medeiam as funções motoras e sensoriais dos membros e do tronco. Ambas as vias percorrem as crus cerebri do mesencéfalo e da ponte ventral e serão subsequentemente afectadas por uma lesão ventral do tronco cerebral.
A ponte ventral é irrigada pela artéria basilar, que é alimentada por duas artérias vertebrais. Quaisquer anomalias destas artérias podem apresentar sinais de síndrome de locked-in. A apresentação pode variar de caso para caso devido à natureza do agente causador, o que torna difícil um diagnóstico inicial correto.

## História Clínica e exame físico
A síndrome do encarceramento pode apresentar uma variedade de sintomas. A categorização em três níveis das formas de LIS (imobilidade clássica, incompleta e total) feita por Bauer (1979) apresenta uma estrutura básica para elucidar a apresentação do paciente, dada a gravidade da condição. Muitos dos sintomas comuns da síndrome de locked-in são uma função da perturbação das vias neuronais que passam pelo tronco cerebral ventral:  
Funções perdidas:
- Paralisia dos músculos voluntários dos membros e do tronco
- Paralisia bulbar incluindo anartria e disfagia
- Dificuldade na respiração voluntária, apneia, ataxia, hiperpneia[4]
- Tonturas
- Vertigens

Funções mantidas: 
- Retenção da consciência, compreensão da linguagem, orientação
- Retenção da audição
- Movimento vertical dos olhos e capacidade de pestanejar

### História Clínica
Os profissionais de saúde devem ser firmes na obtenção de entrevistas com os membros da família envolvente. É imperativo avaliar o início dos sintomas e se houve flutuações ou progressão dos sintomas ao longo do tempo. O início agudo dos sintomas deve sugerir uma etiologia de progressão rápida, como no caso de acidentes vasculares cerebrais, traumatismos ou desmielinização metabólica. O início subagudo dos sintomas é consistente com etiologias infecciosas, contusões pontinas ou síndrome de Guillain-Barré se a perda da função motora seguir um padrão ascendente com insuficiência respiratória funcional concomitante. Os sintomas recorrentes crónicos, especialmente nos doentes com défices neurossensoriais recidivantes, são consistentes com uma doença desmielinizante autoimune. Os sintomas prodrómicos e actuais consistentes com uma etiologia infecciosa, como febre, arrepios, mal-estar, cefaleias, rigidez da nuca e fotofobia, devem ser avaliados em casos de suspeita de meningite ou abcesso. Os antecedentes de acidentes violentos, tais como acidentes de viação, devem ser investigados para poder excluir a possibilidade de traumatismo e estabilizar prontamente o doente e atenuar os danos em curso.

### Exame físico
Os doentes com a síndrome de locked-in podem ter um agente causador que afecta principalmente o tronco cerebral ou que afecta difusamente o SNC.
O exame físico e neurológico dos nervos cranianos pode mostrar comprometimento dos movimentos oculares horizontais e preservação dos movimentos oculares verticais. Há também o envolvimento dos nervos cranianos 5, 7, 9, 10, 11 e 12, que se apresenta como um défice sensorial bilateral da face, paralisia facial periférica bilateral, ausência do reflexo de engasgamento, movimento fraco da língua e fraqueza do pescoço. A audição está frequentemente preservada na LIS; no entanto, os doentes não têm muitas vezes os meios para comunicar devido à paralisia. Neste caso, a audição e a integridade do nervo craniano 8 podem ser testadas pela resposta do doente à comunicação verbal com movimentos oculares verticais sob a forma de respostas "sim e não". Tanto o reflexo pupilar como o reflexo vestibulococlear podem estar preservados na LIS.
Devem ser efectuados testes de força motora, défices sensoriais e reflexos para localizar o local da lesão, bem como para monitorizar o progresso ou a melhoria. A síndrome de Locked-in apresenta fraqueza bilateral e défices sensoriais que podem ser variáveis. A quadriplegia completa é registada em quase todos os doentes, enquanto a propriocepção, o tato ligeiro, a temperatura e a sensação de dor estão muito diminuídos, se não completamente inexistentes. O exame dos reflexos pode indicar um envolvimento do neurónio motor superior, como na hiperreflexia, ou um envolvimento do neurónio motor inferior, como na hiporreflexia ou na areflexia. Um reflexo de Babinski positivo indica uma lesão corticoespinal, geralmente localizada em estruturas ventrais do tronco cerebral.
É importante notar que os doentes que sofrem um AVC do tronco cerebral ou grandes lesões do tronco cerebral podem inicialmente entrar em estado de coma. A partir daí, podem passar-se semanas até que o doente transite para um estado de LIS, ou até que um membro da equipa de intervenção consiga identificar uma cognição intacta e um movimento súbito. De acordo com León-Carrión et al. (2002), o tempo médio para o diagnóstico foi de dois meses após o início do evento incitante. O diagnóstico é frequentemente confundido com outras condições semelhantes, como o mutismo acinético e os estados vegetativos persistentes.
O reconhecimento precoce dos sintomas de LIS pode atenuar o considerável período de tempo entre o início da lesão e o momento do diagnóstico formal. A monitorização em série dos doentes deve ser padrão, avaliando o estado de alerta através do movimento ocular, dos movimentos espontâneos ou voluntários dos membros, da reação a estímulos nocivos e dos reflexos. Os doentes que estão a sair de um estado de coma requerem uma atenção especial, sendo especialmente importante a avaliação diária do rastreio visual, dos movimentos oculares e do pestanejar dos olhos em resposta ao prestador de cuidados. León-Carrión et al. (2002) demonstraram que, em mais de metade dos casos examinados na sua revisão, o primeiro indivíduo a indicar que o doente podia gerar movimentos voluntários espontâneos foi um membro da família. Os prestadores de cuidados de saúde devem, por isso, tentar obter qualquer informação da família à cabeceira para garantir que não se perdem pequenas melhorias.

## Avaliação

### Estudos imagiológicos
A imagiologia cerebral por TC ou RM é a modalidade mais valiosa utilizada no diagnóstico da síndrome de locked-in. A adição de angiografia por TC ou RM pode mostrar as lesões vasculares que causam a síndrome em casos de acidente vascular cerebral ou dissecção arterial. A adição de meio de contraste pode delinear massas como tumores ou abcessos e até lesões desmielinizantes activas.

### Exames laboratoriais
O exame do líquido cefalorraquidiano (LCR) é normalmente necessário se não estiver presente qualquer massa ou lesão vascular na imagiologia. Os resultados da análise do LCR podem revelar uma causa infecciosa ou autoimune para os sintomas. O LCR deve ser enviado para contagem diferencial de células, proteínas, glicose, coloração, culturas e eletroforese de proteínas do LCR (bandas oligoclonais de IgG para Escleorse Múltiple).

### Estudos electrofisiológicos
O diagnóstico de outras neuropatias desmielinizantes, como a ELA ou a SGB, pode ser feito através de estudos de eletromiografia e de condução nervosa, em conjunto com o exame físico.
Além disso, pode ser utilizado um EEG para avaliar a atividade cerebral, os ciclos de sono-vigília e a atenção. A compreensão e a orientação da linguagem podem ser avaliadas através de sensores de movimento ocular por infravermelhos em casos de LIS clássica e completa ou de próteses de voz modulada por computador em casos de LIS incompleta.

### Exames de sangue
Deve ser pedido um painel metabólico para avaliar qualquer aberração no nível de sódio, que pode indicar uma potencial mielinólise pontina. Uma história de correção rápida do sódio pode apontar para a causa da desmielinização.
A hiponatremia, a hipofosfatemia e a hipomagnesemia podem causar comas semelhantes a um estado de bloqueio, pelo que estes electrólitos devem ser examinados com atenção. A glicose deve ser monitorizada para excluir um coma hipoglicémico. Deve ser efectuado um hemograma completo para excluir a septicemia como causa do coma.

### Tratamento
A remoção ou reversão do agente causador trata principalmente a síndrome do encarceramento. Inicialmente, o tratamento agudo da síndrome de locked-in deve centrar-se em assegurar uma via aérea desobstruída, manter níveis adequados de saturação de oxigénio e garantir que o doente está estável do ponto de vista cardíaco, utilizando a frequência cardíaca, a pressão arterial e, ocasionalmente, a hipotensão ortostática como marcadores preditivos.
O tratamento do agente precipitante é então objeto de cuidados. Na eventualidade de um AVC isquémico ou hemorrágico, o protocolo de AVC deve ser rapidamente aplicado. Num caso, foi demonstrado que a terapia trombolítica imediata acelerou o processo de recuperação para uma recuperação quase total na isquemia relacionada com a LIS.  
A remoção de qualquer massa precipitante deve ser efectuada em casos de tumores e outras lesões de massa. A meningite e os abcessos podem ser tratados com antibióticos de largo espetro. 
Os tratamentos para as doenças desmielinizantes são variáveis. O tratamento da LIS da mielinólise pontina central centra-se em medidas de suporte: é imperativa a correção gradual das anomalias do sódio e a monitorização atenta do estado respiratório. As neuropatias inflamatórias podem ser tratadas de forma semelhante. A síndrome de Guillain-Barré pode ser tratada com IVIG, plasmaférese e ventilação monitorizada das vias respiratórias. As exacerbações da esclerose múltipla podem ser tratadas com glucocorticóides em doses elevadas de forma aguda, sendo as recaídas tratadas com agentes modificadores da doença e anticorpos monoclonais humanizados. A ELA pode ser tratada com medidas de suporte em conjunto com agentes de longa duração riluzole ou edaravone para prolongar a sobrevivência.
A terapia subaguda e crónica visa melhorar a funcionalidade motora do doente meses após o início do insulto. A gestão nesta fase deve basear-se principalmente na terapia física, respiratória e da fala. A fisioterapia torácica, os exercícios respiratórios e as mudanças de posição também podem ser incorporados para manter uma função cardiovascular e respiratória adequada. A tecnologia assistida, como os sensores de movimento ocular por infravermelhos ou as próteses de voz moduladas por computador, pode ser utilizada na terapia da fala para melhorar gradualmente a comunicação. Os livros de comunicação que descrevem os pensamentos e as actividades também podem ser benéficos para acompanhar a recuperação cognitiva.

## Diagnóstico diferencial
O diagnóstico da síndrome de locked-in pode muitas vezes ser difícil, uma vez que a condição partilha muitas características com outras condições de mudez.
Os estados clínicos como o coma, o estado vegetativo persistente, o mutismo acinético e os estados catatónicos são as principais condições de confusão.
O diagnóstico diferencial da síndrome de locked-in inclui:
- Estado vegetativo persistente: os doentes têm a abertura ocular preservada, mas não têm consciência de si próprios e do meio envolvente, a compreensão da linguagem não está intacta, não há movimentos faciais ou corporais voluntários, mas a respiração está intacta.
- Mutismo acinético: há consciência preservada, com uma resposta motora diminuída (sem paralisia) e reflexos do tronco cerebral intactos. Os movimentos oculares estão intactos; a fala é lenta e a capacidade de produzir discurso espontâneo está muito diminuída.
- Coma: há comprometimento da consciência, sem movimentos motores voluntários. A capacidade de manter a respiração é variável e os reflexos do tronco cerebral estão preservados de forma variável.
- Morte encefálica: há perturbação da consciência, sem movimentos motores voluntários, incapacidade de manter a respiração e ausência de reflexos do tronco cerebral.
- Catatonia: está frequentemente associada a uma história psicogénica prévia. A consciência e os reflexos do tronco cerebral estão preservados, acompanhados de rigidez, mutismo, ecolalia e postura.
- Lesão da medula espinal cervical: existe uma quadriplegia variável a completa (com sinais de hiperreflexia e hipertonia do neurónio motor superior). A funcionalidade motora da face é mantida, os movimentos oculares estão intactos, bem como a consciência, a orientação e a linguagem. A respiração pode estar variavelmente intacta.

A radiografia e os exames físicos iniciais devem ser utilizados para localizar as estruturas danificadas. A perda de expressões faciais, a disfagia, a falta de movimento e tónus do pescoço e a falta do reflexo de vómito indicam uma lesão corticobulbar nas estruturas ventrais do mesencéfalo ou da ponte.
Surdyke et al. (2017) publicaram um caso em que foi utilizado um pequeno modelo algorítmico para excluir outros agentes causais relacionados. Em primeiro lugar, foram avaliadas a consciência, o estado de alerta e a capacidade de comunicação. Se esta estivesse presente, a avaliação da lesão da medula cervical era efectuada através da observação da respiração e da avaliação dos músculos supra-espinhais. Por último, foi efectuada uma avaliação para excluir o mutismo acinético. Se as três avaliações forem negativas, a suspeita de LIS é elevada.
Além disso, numa situação tão complexa como a LIS, deve ter-se o cuidado de obter um historial completo para excluir uma potencial intoxicação. Uma história clínica pormenorizada deve examinar os medicamentos depressivos, anestésicos e venenos que possam imitar temporariamente um estado de bloqueio. O Curare, um inibidor reversível dos receptores nicotínicos de acetilcolina, foi descrito como um fármaco que pode causar tetraplegia completa e insuficiência respiratória, imitando uma forma variável de síndrome de locked-in. A estabilização imediata do doente e uma história completa ajudarão a excluir causas menos comuns da síndrome de locked-in para ajudar a uma gestão mais rápida.

## Prognóstico
A mortalidade e a recuperação são altamente variáveis, dependendo da causa subjacente da síndrome de locked-in. A síndrome do encarceramento tem geralmente uma elevada taxa de mortalidade no contexto agudo. Estudos retrospectivos e modelos de análise estimaram as taxas de mortalidade a 5 anos e a 10 anos em 84% e 31%, respetivamente. A revisão de Patterson e Grabios sobre 139 casos de LIS revelou uma taxa de mortalidade global de 60%. As taxas de mortalidade para as causas vasculares da doença foram de 67% (70 de 105 doentes) contra 41% (14 de 34 doentes) para os casos não vasculares. Muitos dos sobreviventes deste estudo permaneceram num estado em que a funcionalidade motora tinha progredido minimamente.
Patterson e Grabois categorizaram os doentes em cinco grupos diferentes com base na recuperação registada alguns meses após o início da doença:   
- Sem recuperação: doentes que não apresentavam qualquer retorno da função motora
- Recuperação mínima: doentes que apresentavam algum retorno motor voluntário, mas que estavam totalmente dependentes de outros para receberem cuidados
- Recuperação moderada: doentes que apresentam um retorno notável da função motora, dando-lhes a capacidade de realizar algumas mas não todas as actividades da vida diária
- Recuperação total: doentes que recuperaram a capacidade de realizar todas as actividades da vida diária com défices neurológicos ligeiros
- Sem défice neurológico: doentes que não referiram défices neurológicos

O estudo demonstrou que mais casos não vasculares tiveram uma recuperação moderada a total. Um total de 18 dos 34 doentes que sofreram de uma doença não vascular apresentaram algum retorno da função motora. Além disso, 12 dos 18 casos de recuperação registaram uma recuperação total durante os primeiros seis meses.
Em contrapartida, apenas 29 dos 105 doentes vasculares totais desenvolveram alguma forma de recuperação após o início da sua doença. Dos doentes que sobreviveram após os primeiros quatro meses, 13 de 16 mostraram evidência de recuperação funcional moderada a total, com apenas 2 casos a registarem uma recuperação total.

## Complicações
A síndrome do encarceramento tem complicações debilitantes após a estabilização inicial ter sido alcançada. Para além da elevada taxa de mortalidade, numerosos casos relatam paralisia completa ou parcial entre os sobreviventes. Um estudo relata que 18 dos 29 casos seguidos na revisão sobreviveram, com onze dos sobreviventes a residir nas suas casas, os outros a residir permanentemente em hospitais e em lares de idosos. Mesmo para os doentes que foram enviados para casa, a maioria necessitou de assistência nas actividades da vida diária. Uma minoria conseguiu viver de forma independente e até ter um emprego a tempo parcial. O mesmo relatório demonstrou que a comunicação nunca melhorou para um nível funcional elevado, com muitos sobreviventes a necessitarem de um dispositivo de comunicação ou de um computador.
Devido ao prolongamento do internamento hospitalar de muitos doentes que sofrem de LIS e aos frequentes procedimentos de internamento, muitos doentes contraem múltiplas infecções nosocomiais. A entubação prolongada levou ao desenvolvimento de pneumonia e a cateterização levou ao desenvolvimento de infecções do trato urinário em doentes com LIS. A trombose venosa profunda e as escaras são complicações comuns devido ao estado acamado do doente. Num relatório, apenas 42% dos doentes recuperados registaram uma melhoria completa da deglutição, e 50% dos doentes recuperados tiveram dificuldade em respirar normalmente. A incontinência da bexiga e do intestino também foi registada em muitos destes doentes a longo prazo.

## Melhorar os resultados da equipa de cuidados de saúde
A síndrome do encarceramento pode ter uma apresentação ambígua, o que leva a um diagnóstico difícil e muitas vezes ignorado. Em primeiro lugar, é necessário estabilizar as vias aéreas, a respiração e a circulação do doente no contexto agudo. O exame da consciência e do estado de alerta deve ser efectuado em conjunto com um exame físico para ajudar a localizar e a observar a progressão dos sintomas. Devem ser efectuados estudos imagiológicos para caraterizar melhor o agente causador. Deve ser efectuado um EEG para confirmar a consciência. Devem ser realizados exames neurológicos em série, examinando especificamente a retirada a estímulos nocivos, os reflexos corporais e os reflexos oculares espontâneos, para avaliar a diminuição ou melhoria dos sintomas do doente. Isto é especialmente verdadeiro nas pessoas que saem de um estado de coma. É importante que a equipa médica localize a lesão e examine se o problema resulta realmente de uma perturbação da integridade normal do tronco cerebral.
A terapia de reabilitação pós-estabilização, sob a forma de terapia da fala e fisioterapia, é recomendada nas fases subaguda e crónica da recuperação. Estes programas permitem que os doentes trabalhem para atingir o objetivo de recuperação gradual e função independente para completar as actividades da vida diária. Foi demonstrado que a recuperação de alguma função motora nos primeiros meses após o insulto aumenta a funcionalidade, os resultados e a qualidade de vida. Numa doença tão complexa como a síndrome do encarceramento, a equipa médica deve ser rápida na tentativa de avaliar todos os aspectos da funcionalidade do doente ao longo do tempo, a fim de fazer um diagnóstico precoce e iniciar programas de reabilitação para melhorar a qualidade e a duração da vida do doente.
Os resultados a longo prazo e as complicações devem ser discutidos com a família e com as pessoas que prestam apoio após a alta. Um esforço coordenado da família e da equipa médica para agendar e acompanhar a terapia da fala e a fisioterapia é importante para que os doentes com incapacidades graves recuperem gradualmente para um estado de semi-dependência aceitável. Não deve faltar uma discussão sobre os objectivos realistas da terapia. Os doentes podem também beneficiar de tecnologia assistida, como sensores de movimento ocular por infravermelhos ou próteses de voz moduladas por computador, para acompanhar corretamente os resultados e a progressão durante a terapia.
De um modo geral, a coordenação entre os prestadores de cuidados de saúde, os enfermeiros e os terapeutas responsáveis pelos cuidados ao doente pode melhorar significativamente os resultados nestes doentes e reduzir o atraso no diagnóstico formal. Esta abordagem centrada no doente permite melhorar a segurança do doente durante e após a sua estadia no hospital, ajudando simultaneamente a melhorar a recuperação.